# White Princess
《White Princess》是由feng於2003年11月7日發售的戀愛冒險類型成人遊戲，後來由KID在PlayStation 2上發售重製版《White Princess the second》（White Princess the second 〜やっぱり一途にいってもそうじゃなくてもOKなご都合主義学園恋愛アドベンチャー!!〜）。遊戲簡稱，重製版的故事時間點是設定在原作一年後。

## 角色
聲優順序為原作/重製版。
芝原圭介
本作男主角。彩華學園一年級學生。
望月真心（聲優：日下千鶴 / 新谷良子）
身高：164cm，三圍：B85 (C)/W58/H83
彩華學園一年級學生，圭介的青梅竹馬。
新川透子（聲優：胡桃沢琴美 / 佐藤利奈）
身高：174cm，三圍：B90 (D)/W61/H88
彩華學園一年級學生，圭介的青梅竹馬。
（聲優：AYA / 清水愛）
身高：151cm，三圍：B77 (A)/W54/H79
圭介的同學。
武内花織（聲優：川本綾音 / 清水香里）
身高：162cm，三圍：B82 (B)/W59/H82
圭介的青梅竹馬。
藤澤姫菜（聲優：日向裕羅 / 小清水亞美）
身高：167cm，三圍：B79 (A)/W56/H80
彩華學園的實習老師。
華岡恋奈（聲優：乃田あす実 / 齊藤千和）
身高：156cm，三圍：B78 (A)/W53/H80
柚那的妹妹。
芝原琴美（聲優：能登麻美子）
身高：151cm，三圍：B76 (B)/W53/H80
彩華學園一年級學生，圭介的表妹。重製版新角色。
櫻乃穂乃華（聲優：田村由香里）
身高：167cm，三圍：B84 (C)/W58/H82
圭介的同學，理事長的女兒。重製版新角色。
（聲優：植田佳奈）
身高：163cm，三圍：B82 (C)/W57/H84
圭介的同學，重製版新角色。
白瀬鳴海（聲優：豪徳寺愛子 / 小林惠美）
圭介的同學兼班長。

## 主題曲
White Princess片頭曲「恋人大作戦」
作詞：桑島由一，作曲：景家淳，歌手：YURIA
White Princess the Second片頭曲「Happiest Princess」
作詞、作曲：Funta，歌手：新谷良子
片尾曲「AM 1：00」
作詞：桑島由一，作曲：景家淳，歌手：橋本みゆき

## 外部連結
- White Princess官方網站 （页面存档备份，存于）feng（日語）
- White Princess the Second官方網站KID（日語）